# Ладижський заказник
Лади́жський зака́зник — лісовий заказник місцевого значення в Україні. Об'єкт природно-заповідного фонду Хмельницької області. 
Розташований у межах Старокостянтинівського району Хмельницької області, на південний схід від села Ладиги. 
Площа 143 га. Статус присвоєно згідно з рішенням 11 сесії обласної ради від 30.03.2004 року № 22-11/2004. Перебуває у віданні ДП «Старокостянтинівський лісгосп» (Самчиківське л-во, кв. 30-32). 
Статус присвоєно для збереження лісового масиву, в якому переважають листяні породи — дуб, ясен, клен, вільха тощо. 
В межах заказника розташована ботанічна пам'ятка природи — Урочище «Руда».